# Coptodisca arbutiella
Coptodisca arbutiella är en fjärilsart som beskrevs av August Busck 1904. Coptodisca arbutiella ingår i släktet Coptodisca och familjen hålmalar, (Heliozelidae). Inga underarter finns listade i Catalogue of Life.